# Тодор Кръстев (политик, р. 1865)
Вижте пояснителната страница за други личности с името Тодор Кръстев.
Тодор Кръстев е български съдия и политик от Демократическата партия. Той е министър в първите две правителства на Александър Малинов и народен представител в XIV (1908-1911) и XV (1911-1913) обикновено народно събрание.
Тодор Кръстев е роден в Перущица и завършва право в Брюкселския свободен университет през 1892.
След завръщането си в България е съдия в София (1892-1895) и адвокат в Пловдив (1895-1908). През 1908 г. влиза в правителството на Демократическата партия като министър на правосъдието, а след промените в кабинета през 1910 г. е министър на земеделието и търговията.